# Nisikori Kei
Nisikori Kei (japán nyelven:錦織 圭, nyugaton: Kei Nishikori) (Macue, Simane prefektúra, Japán; 1989. december 29. –) japán hivatásos teniszező. Eddigi karrierje során három ATP-tornát nyert meg. Első megnyert tornájára, 2008-ban Delray Beachre a világranglista 244. helyezettjeként érkezett, selejtezőt kellett játszania, hogy a főtáblára kerülhessen. Mindössze 18 évesen az elődöntőben megverte a sokkal esélyesebb Sam Querrey-t, szetthátrányból és meccslabdáról fordítva. A döntőben James Blake-kel került szembe, ahol szintén szetthátrányból fordított, s élete első Top 10-es játékos elleni győzelmét szerezte meg. Ezzel ő lett 16 év után az első japán férfi, aki ATP-tornát nyert. Nisikori jellegzetes ütése az ugrásból végrehajtott tenyeres, amit Marcelo Ríos hatására fejlesztett ki.

## ATP-döntői

### Egyéni

#### Győzelmei (3)
| Összesítés                                            | Összesítés |
| ----------------------------------------------------- | ---------- |
| Grand Slam-torna                                      | (0)        |
| ATP World Tour Masters 1000 / ATP Masters Series      | (0)        |
| ATP World Tour 500 Series / International Series Gold | (2)        |
| ATP World Tour 250 Series / International Series      | (1)        |
| ATP World Tour Finals / Tennis Masters Cup            | (0)        |

|   | Dátum             | Torna                                              | Borítás    | Ellenfél a döntőben | Eredmény a döntőben |
| 1 | 2008. február 11. | Delray Beach ITC, Delray Beach                     | Kemény     | James Blake         | 3–6, 6–1, 6–4       |
| 2 | 2012. október 7.  | Japan Open, Tokió                                  | Kemény     | Miloš Raonić        | 7–6(5), 3–6, 6–0    |
| 3 | 2013. február 24. | U.S. National Indoor Tennis Championships, Memphis | Kemény (f) | Feliciano López     | 6–2, 6–3            |

#### Döntői (2)
|   | Dátum             | Torna                                        | Borítás    | Ellenfél a döntőben | Eredmény a döntőben |
| 1 | 2011. április 4.  | U.S. Men’s Clay Court Championships, Houston | Salak      | Ryan Sweeting       | 4–6, 6–7(3)         |
| 2 | 2011. október 31. | Swiss Indoors, Bázel                         | Kemény (f) | Roger Federer       | 1–6, 3–6            |